# São Mamede de Este

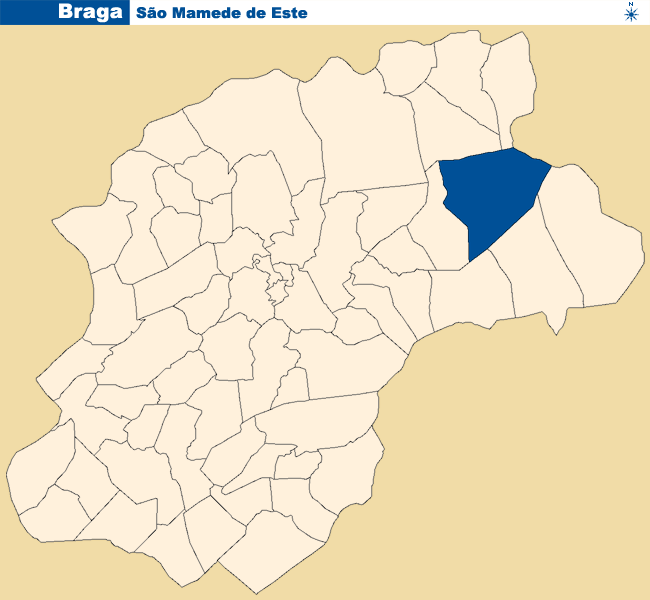

São Mamede de Este é uma povoação portuguesa do Município de Braga que foi sede da extinta Freguesia de São Mamede de Este, freguesia que tinha 6,56 km² de área e 1 789 habitantes (2011), e, por isso, uma densidade populacional de 272,7 hab/km².
A Freguesia de São Mamede de Este foi extinta em 2013, no âmbito de uma reforma administrativa nacional, tendo sido agregada à Freguesia de São Pedro de Este para formar uma nova freguesia denominada União das Freguesias de Este (São Pedro e São Mamede) e tem a sede em São Pedro de Este.

## População
| 1900 | 1911 | 1920 | 1930 | 1940 | 1950  | 1960  | 1970  | 1981  | 1991  | 2001  | 2011  |
| 764  | 768  | 736  | 616  | 990  | 1 069 | 1 157 | 1 274 | 1 390 | 1 649 | 1 709 | 1 789 |

## Locais de interesse
- Nascente do Rio Este
- Monte Chamor
- Igreja Paroquial
- Campo de Futebol (São Mamede Futebol Clube)

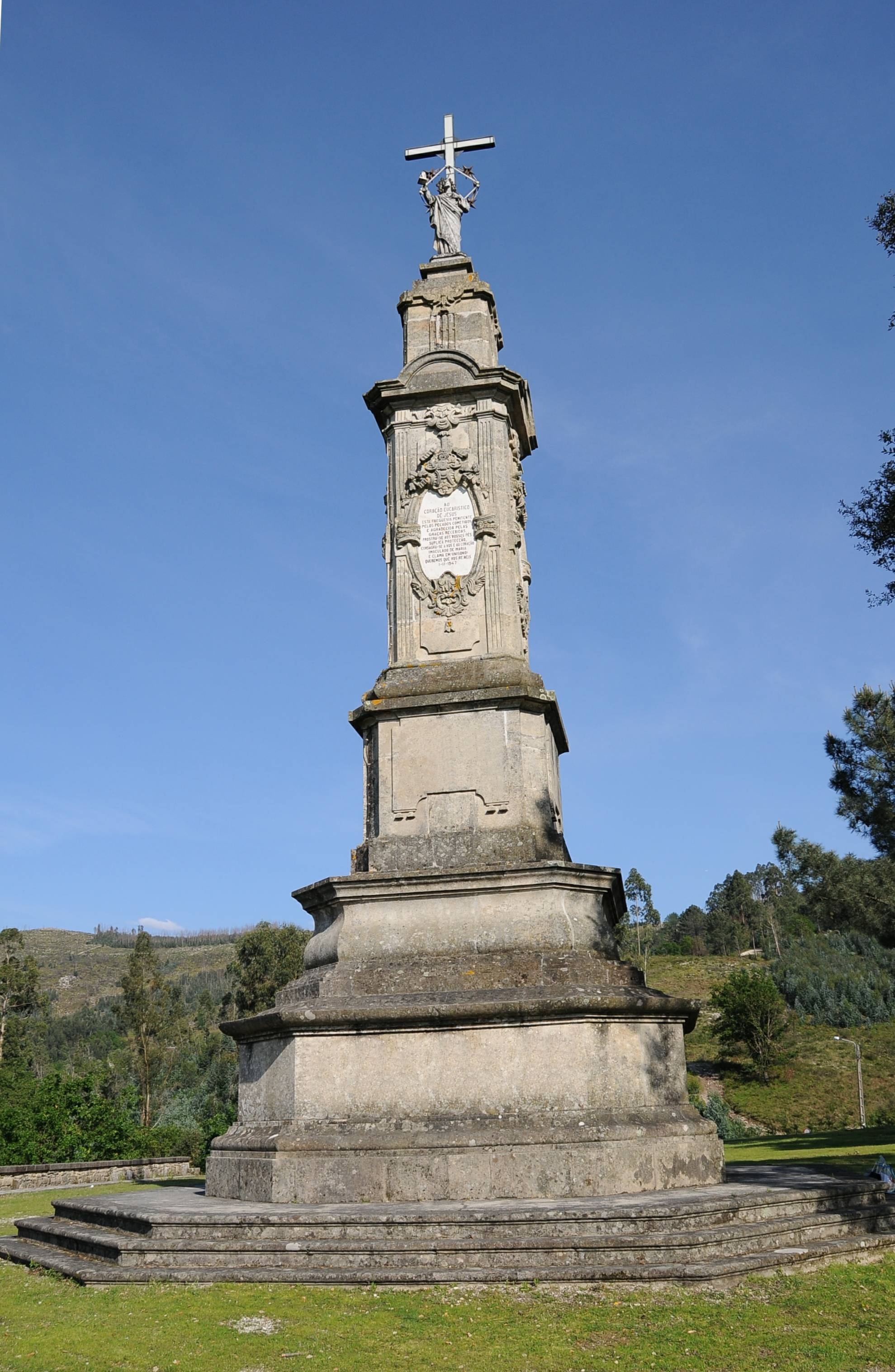
Monte Chamor